# برنر (بازیکن فوتبال)
برنر (انگلیسی: Brenner؛ زادهٔ ۱۶ ژانویهٔ ۲۰۰۰) بازیکن فوتبال اهل برزیل است.
از باشگاه‌هایی که در آن بازی کرده‌است می‌توان به باشگاه فوتبال فلومیننزه، باشگاه فوتبال سائو پائولو، و باشگاه فوتبال سینسیناتی اشاره کرد.
وی همچنین در تیم ملی فوتبال زیر ۱۷ سال برزیل بازی کرده‌است.